# Profiled
Profiled е албум с интервюта на британската рок група Led Zeppelin, издаден от Atlantic Records на 21 септември 1990 г. Profiled е само промоционален диск към „Led Zeppelin (Box Set)“. През 1992 г. е издаден като част от специалното издание „Remasters“.